# Ivan Nifontov
Ivan Nifontov (n. 5 iunie 1987, Pavlodar, Kazahstan) este un judocan ce a reprezentat Rusia, medaliat olimpic. A participat la o ediție a Jocurilor Olimpice (2012) în care a câștigat o medalie de bronz.

## Participări
Lista de mai jos prezintă principalele competiții la care a participat Ivan Nifontov de-a lungul carierei.
- judo at the 2012 Summer Olympics – men's 81 kg[*]